# 老品语
老品语是一种在中国云南省勐海县勐遮镇曼洪村曼品村（或老品村）使用的彝语。
在勐连县的1,300名族人中有不到1,000名使用者。他们被划为傣族。